# CRAYONS
CRAYONS＜クレヨンズ＞は、日本の女性アイドルグループ。結成時は6人、その後4人となり、2023年は2人組。2024年4月からのソロユニット活動ののち、現在、活動休止中（2025年4月現在）。スタイルは、清純、可愛い、全力で頑張る、正統派王道系。楽曲は「応援系」「恋愛系」でメンバーが一部作詞も手掛ける。振付は、完全生唄のため、極端に激しいものではなく、キャッチーな手振りやジャンプ、フォーメーションで構成されている。ハーモニーの美しさを取り入れた歌唱アレンジが特徴。2020年12月末を持って、全員卒業。2022年8月、新メンバー により活動再開。2023年1月に2名体制となり、8月には「Girls Punk Idol Unit 」という新コンセプトで、正統派からロック系アイドルに方向が変わったものの、2024年4月からソロユニットとして「小鳥遊そら（CRAYONS）」になり、再び、当初の王道アイドル「清純」「正統」へと路線を戻した。

## グループ概要
所属事務所は、株式会社ヴュザミ。プロジェクト名は「CRAYONS＜クレヨンズ＞ファミリー」。2022年8月より、新メンバーでの活動を再開。その後、再編を繰り返し、2024年の現メンバーは、小鳥遊そら（タカナシ　ソラ）。

## ディスコグラフィー

### シングル
- 「憂鬱な檸檬」~gloomy Lemon~

デジタルリリース 
配信日 2017年7月8日。
- 「We are CRAYONS !」

発売日 2018年7月25日。

### フルアルバム
- 「The First Best Imperfectly」

発売日 2020年1月8日。

## 過去在籍したメンバー
- 恵比原愛莉（えびはらあいり）ノニエル 2014年3月〜ノニエルズ2016年10月〜CRAYONS＜クレヨンズ＞2020年12月
- 中村千紗（なかむらちさ）ノニエル 2015年8月〜ノニエルズ2016年10月〜CRAYONS＜クレヨンズ＞2020年12月
- 小林千耶美（こばやしちやみ）chibi-N☆＜チビノニ＞2014年8月〜ノニエルズ2016年10月〜CRAYONS＜クレヨンズ＞〜2020年12月
- 奥野未悠（おくのみゆう）2019年8月〜2020年12月
- 有夢りあ（ありむりあ）ノニエル2015年8月〜ノニエルズ2016年10月〜CRAYONS＜クレヨンズ＞2017年12月
- こまりas駒形梨乃（こまりあずこまがたりの）ノニエルズ2015年5月〜2017年12月
- 奥野杏莉（おくの あんり）chibi-N☆＜チビノニ＞2014年8月〜ノニエルズ2016年10月〜CRAYONS＜クレヨンズ＞〜2019年8月11日卒業（前記の奥野未悠の姉）。
- 庭山やすえ（にわやま やすえ）2019年8月18日から2020年10月まで　CRAYONS＜クレヨンズ＞練習生
- 紗愛（さな）2022年11月11日から同年12月まで
- Nana（なな）2022年11月11日から2023年1月まで
- Lia（りあ）2022年11月11日から2024年3月まで
- 優萌（ゆめ）2022年11月11日から2024年3月まで
- 小鳥遊そら（タカナシ　ソラ）2024年4月から2025年3月まで

## クレヨンズファミリー
- 駒形梨乃（こまがた りの）

女優、ダンサー、歌手、MC、振付師
- あいり🦒🌈☀️

女優、17LIVEライバー、歌手
- overwhelm.

アイドル→アーティスト
ゆめいちご/ぽん　による2人組

## ライブ・イベント

### 主催ライブ
- 定期公演

　2019年3月より月一回定期公演を浅草橋MANHOLEで主催。
- ワンマンライブ

　2018年12月30日第一回ワンマンライブ(大塚Deepa)。
　2020年1月11日第二回ワンマンライブ(大塚Deepa)。
- 卒業公演

　2020年12月13日（代々木山野ホール）

### イベント
- 2018年7月25日 愛踊祭2018 関東Bブロック代表決定戦出場[9]。

## 出演

### テレビ
- ファミリーヒストリー黒木瞳（NHK）(恵比原愛莉)
- ミューサタ（フジテレビジョン）(恵比原愛莉)
- 時々迷々〜まねっこレミ（NHK）クミコ役(中村千紗) [10]。
- 東京メトロポリタンテレビジョン・千葉テレビ放送「真夜中のおバカ騒ぎ」出演[11]。(奥野未悠)

### 映画
- 映画「アンダードッグ」〜カウント3からのパイルドライバー〜 [12](奥野未悠)

### オリジナルビデオ
- 算数なんて大っきらい（一般財団法人算数オリンピック委員会）[13]

### ネット番組
- 2020年2月6日「南波一海のアイドル三十六房」[14]

- 2020年4月3日〜5日 テーマパークガールの「ヨキトモ」

### タイアップ
- 新潟テレビ21「まるどりっ！サプリ」2020年3月度エンディング曲(片想い)

- 新潟テレビ21「ヤンごとなき！」2020年3月度エンディング曲(片想い)

- 山形テレビ「Ｄｏ～んな天気」深夜版3月度(片想い)

- 福島放送「今夜Ｎｏ．１が決定！ 福島県民ラーメン総選挙2020」エンディング曲(スタートラインズ)[15]。

### 舞台
- 2018年4月28日〜30日 第一回公演「under」(仮)　東京・中野スペシャルカラーズ[16]。

- 2018年9月14日～16日 音影音楽劇2018「灰かぶりの心と極彩色の言葉」(中村千紗)　東京・小岩オルフェウス[17]

- 音影音楽劇「四恋」[18](中村千紗)

- 東急ハンズ企画　平成最後のアイドル「平成シェイクHANDS[19]」平成八番娘(中村千紗)

### モデル
- キッズブランドRONI専属カタログモデル 2012年12月〜2015年(奥野未悠) 。
- 東京トップキッズコレクション2014 MIXコーデグランプリ（キッズステージ）(奥野未悠) 。